# Gary Beban
Gary Joseph Beban (San Francisco, 5 agosto 1946) è un ex giocatore di football americano statunitense che ha giocato nel ruolo di quarterback nella National Football League (NFL). Al college ha giocato a football a UCLA con cui nel 1967 ha vinto l'Heisman Trophy, il massimo riconoscimento individuale a livello universitario.

## Carriera professionistica
Beban fu scelto nel corso del secondo giro (30º assoluto) del Draft NFL 1969 dai Washington Redskins, giocandovi nel 1968 e 1969. Si trovò però sopravanzato nelle gerarchie della squadra dall quarterback veterano e futuro Hall of Famer Sonny Jurgensen, disputando solo cinque partite nell'arco di due stagioni dopo la sua carriera da stella a UCLA. Nel 1970 decise di ritirarsi dal football professionistico.

## Palmarès
- Heisman Trophy - 1967
- Maxwell Award - 1967
- College Football Hall of Fame

## Statistiche
| Yard passate  | 0    |
| Touchdown     | 0    |
| Intercetti    | 0    |
| Passer rating | 39,6 |